# Kupfermühle (Hüttenwerk)
Eine Kupfermühle oder Kupferhütte oder Kupferhammer ist ein Hüttenwerk zur Verarbeitung von Kupfer und Messing. Betrieben wurde sie meist von einem Wasserrad.
Kupfermühlenähnliche Produktionsstätten von Kupfer sind die Kupferhöfe.

## Beispiele
- Alfredshütte bei Stolberg (Harz), Sachsen-Anhalt
- Atscher Mühle in Stolberg-Atsch
- Crusauer Kupfer- und Messingfabrik im Industriemuseum Kupfermühle in Harrislee, Schleswig-Holstein
- Ellermühle in Stolberg (Rheinland), Nordrhein-Westfalen
- Ichenberger Mühle in Eschweiler, Nordrhein-Westfalen
- Kupferhammer, Ortsteil  in Eberswalde
- Kupfermühle bei Bad Oldesloe, Schleswig-Holstein
- Kupfermühle in Harrislee bei Flensburg, Schleswig-Holstein, sehe auch Crusauer Kupfer- und Messingfabrik
- Kupfermühle am Finkelsbach in Eschweiler, Nordrhein-Westfalen
- Kupfermühle in Höltenklinken, einem Ortsteil von Rümpel, Schleswig-Holstein
- Kupfermühle am Kupferstrang in Hildesheim, Niedersachsen
- Kupfermühlen am Mechower See, Mecklenburg-Vorpommern
- Messinghammer, Ortsteil in Eberswalde
- Schönthal bei Langerwehe, Nordrhein-Westfalen
- Saigerhütte Grünthal in Olbernhau, Sachsen
- Tobiashammer in Ohrdruf, Thüringer Wald